# Voetbalelftal van Bosnië en Herzegovina in 1997
Het Bosnisch voetbalelftal speelde in totaal elf officiële interlands in het jaar 1997, waaronder vijf wedstrijden in de kwalificatiereeks voor de WK-eindronde 1998 in Frankrijk. Bosnië-Herzegovina eindigde op de vijfde en voorlaatste plaats in groep 1, en plaatste zich daardoor niet voor het eindtoernooi. Groepswinnaar was Denemarken, dat zich rechtstreeks kwalificeerde. Nummer twee Kroatië werd doorverwezen naar de play-offs.
Bosnië begon het jaar met een vriendschappelijk toernooi in Maleisië, de strijd om de Dunhill Cup. De ploeg stond voor het derde opeenvolgende jaar onder leiding van bondscoach Fuad Muzurović. Hij stapte op na het vriendschappelijke duel tegen Tunesië, en had de ploeg in totaal achttien duels onder zijn hoede gehad. Zijn vervanger was Džemaludin Mušović. Op de in 1993 geïntroduceerde FIFA-wereldranglijst steeg Bosnië in 1997 van de 152ste (januari 1997) naar de 99ste plaats (december 1997). Doelman Mirsad Dedić was de enige speler die in alle elf duels in actie kwam, van de eerste tot en met de laatste minuut.

## Balans
| Wedstrijden | Wedstrijden | Wedstrijden | Wedstrijden | Doelpunten | Doelpunten | Doelpunten | Punten |
| Gespeeld    | Winst       | Gelijk      | Verlies     | Voor       | Tegen      | Saldo      | Punten |
| ----------- | ----------- | ----------- | ----------- | ---------- | ---------- | ---------- | ------ |
| 11          | 5           | 1           | 5           | 16         | 13         | +3         | 1.000  |

## Interlands
|                                                |                                                                                                |       |         |                                                                                                |
| 22 februari Dunhill Cup № 8 «onderlinge duels» | Bosnië en Herzegovina                                                                          | 4 – 0 | Vietnam | Merdeka Stadion, Kuala Lumpur Toeschouwers: 18.000 Scheidsrechter: Nik Ahmad Haji Yaakub (MAS) |
| 22 februari Dunhill Cup № 8 «onderlinge duels» | Dželaludin Muharemović 29' Sanjin Pintul 45' (pen.) Džemo Smječanin 52' (pen.) Senad Repuh 87' |       |         | Merdeka Stadion, Kuala Lumpur Toeschouwers: 18.000 Scheidsrechter: Nik Ahmad Haji Yaakub (MAS) |

|                                                |                                    |       |                                            |                                                                                                 |
| 24 februari Dunhill Cup № 9 «onderlinge duels» | Zimbabwe                           | 2 – 2 | Bosnië en Herzegovina                      | Merdeka Stadion, Kuala Lumpur Toeschouwers: 15.000 Scheidsrechter: Selearajen Subramaniam (MAS) |
| 24 februari Dunhill Cup № 9 «onderlinge duels» | Masimba Dinyero 24' Ian Gorowa 75' |       | 58' Asim Hrnjić 67' Dželaludin Muharemović | Merdeka Stadion, Kuala Lumpur Toeschouwers: 15.000 Scheidsrechter: Selearajen Subramaniam (MAS) |

|                                                 |                                          |       |           |                                                                                                |
| 26 februari Dunhill Cup № 10 «onderlinge duels» | Bosnië en Herzegovina                    | 2 – 0 | Indonesië | Merdeka Stadion, Kuala Lumpur Toeschouwers: 12.000 Scheidsrechter: Nik Ahmad Haji Yaakub (MAS) |
| 26 februari Dunhill Cup № 10 «onderlinge duels» | Sanjin Pintul 31' (pen.) Asim Hrnjić 43' |       |           | Merdeka Stadion, Kuala Lumpur Toeschouwers: 12.000 Scheidsrechter: Nik Ahmad Haji Yaakub (MAS) |

|                                                 |          |                 |                       |                                                                                        |
| 28 februari Dunhill Cup № 11 «onderlinge duels» | Maleisië | 0 – 1           | Bosnië en Herzegovina | Merdeka Stadion, Kuala Lumpur Toeschouwers: 40.000 Scheidsrechter: Kim Young Joo (KOR) |
| 28 februari Dunhill Cup № 11 «onderlinge duels» |          | 35' Asim Hrnjić |                       | Merdeka Stadion, Kuala Lumpur Toeschouwers: 40.000 Scheidsrechter: Kim Young Joo (KOR) |

|                                             |                                                |       |                       |                                                                                                |
| 2 maart Dunhill Cup № 12 «onderlinge duels» | China                                          | 3 – 0 | Bosnië en Herzegovina | Merdeka Stadion, Kuala Lumpur Toeschouwers: 15.000 Scheidsrechter: Nik Ahmad Haji Yaakub (MAS) |
| 2 maart Dunhill Cup № 12 «onderlinge duels» | Li Jinyu 56' Zhang Xiqorui 59' Hao Haidong 81' |       |                       | Merdeka Stadion, Kuala Lumpur Toeschouwers: 15.000 Scheidsrechter: Nik Ahmad Haji Yaakub (MAS) |

|                                                 |                       |                        |             |                                                                                |
| 2 april WK-kwalificatie № 13 «onderlinge duels» | Bosnië en Herzegovina | 0 – 1                  | Griekenland | Stadion Koševo, Sarajevo Toeschouwers: 33.000 Scheidsrechter: Alain Sars (FRA) |
| 2 april WK-kwalificatie № 13 «onderlinge duels» |                       | 72' Kostas Frantzeskos |             | Stadion Koševo, Sarajevo Toeschouwers: 33.000 Scheidsrechter: Alain Sars (FRA) |

|                                                |                                   |       |                       |                                                                            |
| 8 juni WK-kwalificatie № 14 «onderlinge duels» | Denemarken                        | 2 – 0 | Bosnië en Herzegovina | Parken, Kopenhagen Toeschouwers: 43.000 Scheidsrechter: Karol Ihring (SVK) |
| 8 juni WK-kwalificatie № 14 «onderlinge duels» | Marc Rieper 67' Miklos Molnar 90' |       |                       | Parken, Kopenhagen Toeschouwers: 43.000 Scheidsrechter: Karol Ihring (SVK) |

|                                                     |                                                               |       |            |                                                                                          |
| 20 augustus WK-kwalificatie № 15 «onderlinge duels» | Bosnië en Herzegovina                                         | 3 – 0 | Denemarken | Stadion Koševo, Sarajevo Toeschouwers: 35.000 Scheidsrechter: Vítor Manuel Pereira (POR) |
| 20 augustus WK-kwalificatie № 15 «onderlinge duels» | Edin Mujčin 17' Elvir Bolić 23' (pen.) Elvir Bolić 32' (pen.) |       |            | Stadion Koševo, Sarajevo Toeschouwers: 35.000 Scheidsrechter: Vítor Manuel Pereira (POR) |

|                                                     |                                                      |       |                                                |                                                                                 |
| 6 september WK-kwalificatie № 16 «onderlinge duels» | Kroatië                                              | 3 – 2 | Bosnië en Herzegovina                          | Maksimir Stadion, Zagreb Toeschouwers: 30.000 Scheidsrechter: Hugh Dallas (SCO) |
| 6 september WK-kwalificatie № 16 «onderlinge duels» | Slaven Bilić 27' Silvio Marić 40' Zvonimir Boban 80' |       | 18' (e.d.) Robert Jarni 55' Hasan Salihamidžić | Maksimir Stadion, Zagreb Toeschouwers: 30.000 Scheidsrechter: Hugh Dallas (SCO) |

|                                                      |                       |       |          |                                                                                     |
| 10 september WK-kwalificatie № 17 «onderlinge duels» | Bosnië en Herzegovina | 1 – 0 | Slovenië | Stadion Koševo, Sarajevo Toeschouwers: 20.000 Scheidsrechter: Taraas Bezubiak (RUS) |
| 10 september WK-kwalificatie № 17 «onderlinge duels» | Elvir Bolić 23'       |       |          | Stadion Koševo, Sarajevo Toeschouwers: 20.000 Scheidsrechter: Taraas Bezubiak (RUS) |

|                                                      |                                        |       |                       |                                                                                     |
| 5 november Vriendschappelijk № 18 «onderlinge duels» | Tunesië                                | 2 – 1 | Bosnië en Herzegovina | Stade El Menzah, Tunis Toeschouwers: 15.000 Scheidsrechter: Mohammad el-Habib (LBA) |
| 5 november Vriendschappelijk № 18 «onderlinge duels» | Imed Ben Younes 5' Imed Ben Younes 33' |       | 42' Elvir Bolić       | Stade El Menzah, Tunis Toeschouwers: 15.000 Scheidsrechter: Mohammad el-Habib (LBA) |

## FIFA-wereldranglijst
| JAN | FEB | MAR | APR | MEI | JUN | JUL | AUG | SEP | OKT | NOV | DEC |
| --- | --- | --- | --- | --- | --- | --- | --- | --- | --- | --- | --- |
| 152 | 139 | 139 | 116 | 116 | 115 | 115 | 117 | 103 | 101 | 101 | 99  |

## Statistieken
| Mirsad Dedić           | 1968-02-21 | FK Sarajevo         | 11 | 0 | 0 | 14 | 0 |
| Verdediging            |            |                     |    |   |   |    |   |
| Senad Begić            | 1969-10-10 | NK Čelik Zenica     | 5  | 0 | 0 | 12 | 0 |
| Admir Adžem            | 1973-03-25 | FK Željezničar      | 5  | 0 | 0 | 5  | 0 |
| Sanjin Pintul          | 1970-11-18 | FK Željezničar      | 4  | 0 | 0 | 7  | 2 |
| Muhamed Konjić         | 1970-05-14 | AS Monaco           | 4  | 0 | 0 | 10 | 0 |
| Geča Nudžein           | 1966-05-10 | NK Bosna Visoko     | 3  | 1 | 0 | 6  | 0 |
| Murat Jašarević        | 1969-03-18 | FSV Zwickau         | 3  | 0 | 0 | 5  | 0 |
| Edin Ramčić            | 1970-08-01 | KAA Gent            | 2  | 1 | 0 | 4  | 0 |
| Mirsad Hibić           | 1973-10-11 | Sevilla FC          | 2  | 0 | 0 | 3  | 0 |
| Suad Katana            | 1969-04-06 | RSC Anderlecht      | 2  | 0 | 0 | 5  | 0 |
| Mirza Varešanović      | 1972-05-31 | Olympiakos Piraeus  | 2  | 0 | 0 | 4  | 0 |
| Vedin Musić            | 1973-03-11 | İstanbulspor        | 1  | 2 | 0 | 8  | 0 |
| Elvedin Beganović      | 1971-11-07 | NK Čelik Zenica     | 1  | 1 | 0 | 2  | 0 |
| Ekrem Bradaric         | 1969-07-12 | NK Čelik Zenica     | 1  | 0 | 0 | 1  | 0 |
| Nedžad Bajrović        | 1970-02-04 | FK Sloboda Tuzla    | 0  | 1 | 0 | 1  | 0 |
| Middenveld             |            |                     |    |   |   |    |   |
| Senad Repuh            | 1972-11-18 | Karabükspor         | 5  | 2 | 0 | 7  | 1 |
| Pavo Dadić             | 1969-06-28 | NK Čelik Zenica     | 5  | 2 | 0 | 10 | 0 |
| Sejad Halilović        | 1969-03-16 | Karabükspor         | 5  | 0 | 0 | 8  | 0 |
| Omer Joldić            | 1977-01-01 | FK Sloboda Tuzla    | 4  | 0 | 0 | 4  | 0 |
| Bakir Beširević        | 1965-11-03 | NK Osijek           | 4  | 1 | 0 | 9  | 0 |
| Hasan Salihamidžić     | 1977-01-01 | Hamburger SV        | 4  | 0 | 1 | 8  | 3 |
| Nermin Šabić           | 1973-12-21 | Croatia Zagreb      | 4  | 0 | 0 | 10 | 0 |
| Edin Mujčin            | 1970-01-14 | Croatia Zagreb      | 3  | 1 | 1 | 4  | 1 |
| Enes Demirović         | 1972-06-13 | Hajduk Split        | 2  | 2 | 0 | 6  | 0 |
| Vlatko Glavaš          | 1962-09-02 | Wuppertaler SV      | 2  | 0 | 0 | 6  | 0 |
| Sead Osmić             | 1970-01-01 | FK Radnički Lukavac | 1  | 1 | 0 | 3  | 0 |
| Edin Smajić            | 1971-08-30 | NK Čelik Zenica     | 1  | 0 | 0 | 1  | 0 |
| Samir Bajtarević       | 1969-04-20 | FK Rudar Ugljevik   | 0  | 4 | 0 | 4  | 0 |
| Izet Arslanović        | 1973-05-26 | NK Travnik          | 0  | 3 | 0 | 3  | 0 |
| Nedžad Žerić           | 1972-08-06 | Jedinstvo Bihać     | 0  | 2 | 0 | 2  | 0 |
| Aanval                 |            |                     |    |   |   |    |   |
| Džemo Smječanin        | 1972-06-06 | FK Sarajevo         | 6  | 0 | 1 | 6  | 1 |
| Elvir Bolić            | 1971-10-10 | Fenerbahçe          | 5  | 1 | 4 | 11 | 6 |
| Dželaludin Muharemović | 1970-03-23 | NK Zagreb           | 5  | 0 | 2 | 5  | 2 |
| Elvir Baljić           | 1974-07-08 | Bursaspor           | 4  | 1 | 0 | 9  | 0 |
| Meho Kodro             | 1967-01-12 | CD Tenerife         | 4  | 0 | 0 | 7  | 1 |
| Almir Turković         | 1970-11-03 | Club Tigres         | 4  | 0 | 0 | 6  | 0 |
| Nermin Vazda           | 1967-08-30 | NK Bosna Visoko     | 2  | 2 | 0 | 4  | 0 |
| Asim Hrnjić            | 1964-02-15 | NK Čelik Zenica     | 3  | 2 | 3 | 7  | 3 |
| Senad Brkić            | 1969-09-03 | HNK Rijeka          | 0  | 1 | 0 | 3  | 0 |
| Alen Mešanović         | 1975-10-26 | Jedinstvo Bihać     | 1  | 0 | 0 | 1  | 0 |
| Seval Zahirović        | 1972-04-02 | FK Sarajevo         | 1  | 0 | 0 | 1  | 0 |
| Adis Obad              | 1971-05-12 | FK Velež            | 0  | 1 | 0 | 1  | 0 |
| Marko Topić            | 1976-01-01 | Varteks Varaždin    | 0  | 1 | 0 | 1  | 0 |

N/FS BiH · A-internationals · Bondscoaches · Statistieken · Bosnisch vrouwenelftal · Bosnië U23 · Bosnië U21 · Bosnië U19 · Bosnië U18 · Bosnië U17 · Bosnië U16
1995 – 1999 ·
2000 – 2009 ·
2010 – 2019 ·
2020 − 2029
WK 2014
1995 · 
1996 · 
1997 · 
1998 · 
1999 · 
2000 · 
2001 · 
2002 · 
2003 · 
2004 · 
2005 · 
2006 · 
2007 · 
2008 · 
2009 · 
2010 · 
2011 · 
2012 · 
2013 · 
2014 · 
2015 · 
2016 · 
2017 · 
2018 ·
2019 ·
2020 ·
2021 ·
2022 ·
2023 ·
2024
Albanië ·
Algerije ·
Andorra ·
Argentinië ·
Armenië ·
Azerbeidzjan ·
Bahrein ·
Bangladesh ·
België ·
Brazilië · 
Bulgarije ·
Chili ·
China ·
Costa Rica ·
Cyprus ·
Denemarken ·
Duitsland ·
Egypte ·
Engeland ·
Estland ·
Faeröer ·
Finland ·
Frankrijk ·
Georgië ·
Ghana ·
Gibraltar ·
Griekenland ·
Hongarije ·
Ierland · 
IJsland ·
Indonesië ·
Iran ·
Israël ·
Italië ·
Ivoorkust ·
Japan ·
Joegoslavië · 
Jordanië ·
Kazachstan ·
Koeweit ·
Kroatië ·
Letland ·
Liechtenstein ·
Litouwen ·
Luxemburg ·
Maleisië ·
Malta ·
Mexico ·
Moldavië ·
Montenegro ·
Nederland ·
Nigeria ·
Noord-Ierland ·
Noord-Macedonië ·
Noorwegen ·
Oekraïne ·
Oezbekistan ·
Oman ·
Oostenrijk ·
Paraguay ·
Polen ·
Portugal ·
Qatar ·
Roemenië ·
San Marino ·
Schotland ·
Senegal ·
Servië en Montenegro ·
Slovenië ·
Slowakije ·
Spanje ·
Tsjechië ·
Tunesië · 
Turkije ·
Verenigde Staten · 
Vietnam ·
Wales ·
Wit-Rusland ·
Zimbabwe ·
Zuid-Korea ·
Zweden ·
Zwitserland
Argentinië (2014) ·
Iran (2014) ·
Nigeria (2014)